# 波纹杓蛤
是笋螂目杓蛤科Myonera的一种。主要分布于中国大陆、台湾，常栖息在水深50－200米。